# Гойняк Олексій Миколайович
Олексій Миколайович Гойняк (рос. Алексей Николаевич Гойняк; 28 квітня 1984, Сальськ — 19 вересня 2017, Хама, Сирія) — російський офіцер, майор ЗС РФ. Герой Російської Федерації (посмертно).

## Біографія
В 2001 році закінчив середню загальноосвітню школу №4 міста Сальськ, а потім 2006 року — Рязанське повітряно-десантне командне училище.
Служив на різних командних посадах у складі 7-ї десантно-штурмової дивізії у м. Новоросійськ. Надалі служив у складі Центру спеціального призначення «Сенеж» Сил спеціальних операцій Головного (розвідувального) управління Генерального штабу Збройних сил Російської Федерації у селищі Сенеж Солнечногорського району Московської області.
Брав участь у війні в Сирії на боці режиму Асада. Помер 19 вересня 2017 року від ран, отриманих у бою під час деблокування підрозділу російської військової поліції в районі міста Хама.
Похований у місті Солнечногорськ Московської області на Новому міському кладовищі.
Був одружений. Воховував двох дітей.

## Нагороди
- Герой Російської Федерації (2017, посмертно);
- Орден Мужності;
- Медаль «За відвагу»;
- Медаль «Учаснику військової операції в Сирії»;
- Медаль «За відзнаку у військовій службі» 3-го ступеня.

## Пам'ять
У вересні 2019 року у місті Сальську на будівлі середньої загальноосвітньої школи № 4 встановлено меморіальну дошку на честь Гойняка, який навчався у ній у період з 1991 по 2001 р.р.